# Nototheniidae
La famiglia Nototheniidae comprende 57 specie di pesci d'acqua salata appartenenti all'ordine Perciformes, conosciuti comunemente come pesci ghiaccio.

## Etimologia
Il nome del genere deriva dall'unione delle parole nothos (dal greco) falso + taenia (dal latino) striscia.

## Distribuzione e habitat
Queste specie sono diffuse nelle acque fredde circumpolari dei Mari antartici e delle aree limitrofe appena superiori degli oceani confinanti.

## Biologia
Per resistere ad un ambiente duro come le acque antartiche, con temperature prossime allo 0 °C i pesci del sottordine Notothenioidei hanno sviluppato diversi adattamenti nel corso dell'evoluzione. Presentano un numero più basso di eritrociti e una minor concentrazione di emoglobina rispetto ai pesci che vivono in acque più calde, a causa della necessità di mantenere una bassa viscosità sanguigna che altrimenti aumenterebbe a basse temperature. La mancanza della vescica natatoria riduce il consumo energetico nel movimento: la densità pressoché uguale a quella dell'acqua in cui si muovono è legata a caratteristiche fisiche, come la perdita di tessuto osseo e la sostituzione con cartilagine, l'accumulo di grasso e di tessuto gelatinoso, ricco di acqua, sottopelle. 

Inoltre evitano il congelamento del sangue e dei tessuti sintetizzando proteine antigelo naturali.

## Generi
Le 57 specie sono suddivise in 16 generi:
- Aethotaxis DeWitt, 1962
- Cryothenia Daniels, 1981
- Dissostichus Smitt, 1898
- Gobionotothen Balushkin, 1976
- Gvozdarus Balushkin, 1989
- Lepidonotothen Balushkin, 1976
- Lindbergichthys
- Notothenia Richardson, 1844
- Nototheniops Balushkin, 1976
- Pagothenia Nichols et La Monte, 1936
- Paranotothenia Balushkin, 1976
- Patagonotothen Balushkin, 1976
- Pleuragramma Boulenger, 1902
- Trematomus Boulenger, 1902

## Generi trasferiti ad altre famiglie
- Eleginops Gill, 1862 trasferito nella famiglia monotipica Eleginopsidae.